# Cecilia Gelin
Ingrid Birgitta Cecilia Gelin, född 18 juni 1963, är en svensk konstskribent, chefredaktör och projektledare.

## Biografi
Cecilia Gelin har studerat internationell ekonomi med franska och marknadsföring vid Handelshögskolan i Göteborg där hon har avlagt masterexamen. Hon har även studerat konst- och bildvetenskap vid Göteborgs universitet. Hon har också gått en terapeututbildning på gestaltgrund på KGI, Københavns Gestalt Institut i Köpenhamn och en vidareutbildning i DSP Developmental Somatic Psychotherapy vid Center for Somatic Studies i New York. Hon utbildar sig nu vidare till Somatic Experincing Practioner vid Somatic Experiencing Institute Stockholm, med lärare som Kavi Gemin och Efu Nyaki (2023–2025).
Mellan 2002 och 2004 var Gelin chefredaktör för konsttidskriften Paletten och samma år blev hon verksamhetsledare på NIFCA Nordic Institute for Contemporary Art. Åren 2010–2014 var Gelin dekanus vid Kunstakademiet vid Kunst-og designhøgskolen i Bergen, KHiB. Hon har därefter haft flera positioner som verksamhetsledare inom konstutbildning och konstnärlig forskning på konsthögskolor.
Hösten 2023 ingick Gelin i lag Lundberg som tog hem vinsten i SVT:s frågesportprogram Kulturfrågan Kontrapunkt. Hösten 2024 medverkade hon återigen som tävlande i Kulturfrågan Kontrapunkt.